# Cserencsény
Cserencsény (szlovákul Čerenčany) község Szlovákiában, a Besztercebányai kerület Rimaszombati járásában.

## Fekvése
Rimaszombattól 5 km-re északnyugatra, a Rima bal partján található.

## Története

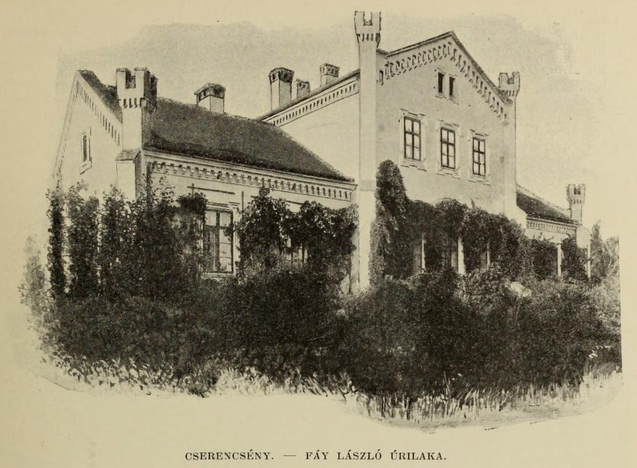
Fáy László úrilaka (1903)

1334-ben "Cherenchen" néven említik először, amikor az esztergomi érsekség birtoka volt, de korábban keletkezett. A 15. században Ajnácskő várának uradalmához tartozott. 1828-ban 34 házában 295 lakosa élt, akik mezőgazdasággal, fazekassággal, bognármesterséggel foglalkoztak.
Vályi András szerint "CSERECSENY. Cserentsa. Tót falu Kis Hont Vármegyében, földes Ura Lusinszky Uraság, lakosai evangelikusok, fekszik Rima Szombattól nem meszsze, fazekakat, és abrontsokat készítenek lakosai, ’s egész Ketskemétig, Czéglédig lehordgyák eladásra, tűzre való fája elegendő, de épűletre ’s alkalmatos, nagyobb gerendáknak valók nintsen, határbéli földgye termékeny, és síkos, ’s könnyen miveltetik, piatzozása Rima Szombatban, nevezetes tulajdonságaira nézve, az első Osztályba tétetett."
Fényes Elek szerint "Cserencsény, tót falu, Gömör- és Kis-Honth egyesült vgyékben, Rimaszombathoz északra egy órányira, a Rima mellett: 56 kath., 239 evang. lak. Evang. anyaszentegyház. Határa nagyobb részt róna és termékeny, erdeje van. F. u. többen."
Gömör-Kishont vármegye monográfiája szerint "Cserencsény, Rimaszombat közelében fekvő tót kisközség, 57 házzal és 307 ág. ev. h. vallású lakossal. 1334-ben a kalocsai érseké; majd a Tamás főispáné, 1438-ban Ajnácskő vár tartozéka és ekkor Cherenchen és Cherenzen alakban van említve. A mult század elején a Hámos család volt az ura, most pedig Fáy Lászlónak van itt nagyobb és csinos úrilaka, melyet a mult század hatvanas éveiben Hámos József építtetett. A község hajdan fazekasairól és bognárairól is híres volt, kik árúikat az Alföldre is elvitték. Ág. h. ev. temploma 1600 körül épült. A község postája, távírója és vasúti állomása Rimaszombat. Ide tartozik Világos puszta."
A trianoni békeszerződésig Gömör-Kishont vármegye Rimaszombati járásához tartozott. Lakói a háború után a környező nagybirtokokon dolgoztak.

## Népessége
| Év:            | 1994. | 2004.   | 2014.    | 2024.   |
| -------------- | ----- | ------- | -------- | ------- |
| Emberek száma: | 454   | 486     | 555      | 532     |
| Eltérés:       |       | +7,04 % | +14,19 % | -4,14 % |

| Év:            | 2023. | 2024.   |
| -------------- | ----- | ------- |
| Emberek száma: | 537   | 532     |
| Eltérés:       |       | -0,93 % |

1910-ben 301, többségben szlovák anyanyelvű lakosa volt, jelentős magyar kisebbséggel.
2001-ben 488 lakosából 461 szlovák volt.
2011-ben 550 lakosából 459 szlovák és 20 magyar volt.

## Neves személyek
- Itt született Bahil György szlovák evangélikus lelkész, költő (1689–1759)
- Itt volt evangélikus lelkész Bahil Mátyás egyházi író, műfordító.
- Itt hunyt el 1830. augusztus 8-án Samo Kollár (Kollár Sámuel) történész, pedagógus, aki megírta Kishont vármegye történetét. A községről is jelent meg munkája. Itt volt evangélikus lelkész.

## Nevezetességei
- Evangélikus temploma 1831-ben épült klasszicista stílusban, a korábbi templom alapjain. Tornya 1861-ben épült.
- Klasszicista kúriája 1860-ban épült, később historizáló stílusban építették át.